# Ingolf Deubel

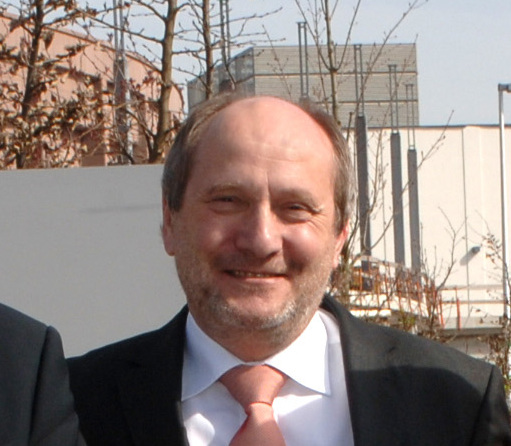
Ingolf Deubel im Mai 2007

Ingolf Deubel (* 2. April 1950 in Nastätten) ist ein ehemaliger deutscher Politiker (SPD). Er war von 1997 bis 2006 Finanzstaatssekretär in Rheinland-Pfalz und danach bis 2009 Finanzminister des Bundeslandes.

## Leben
Deubel wuchs in Lünen in Westfalen auf. Sein Vater war der städtische Baudezernent der Stadt Lünen, Otto Deubel. Nach seinem Abitur am Städtischen Aufbaugymnasium Dortmund 1970 studierte Ingolf Deubel Volkswirtschaftslehre, Mathematik, Publizistik und Sport (Abschluss Diplom-Volkswirt) an der Westfälischen Wilhelms-Universität in Münster. 1981 promovierte er dort am Institut für Finanzwissenschaft bei Heinz Grossekettler, dem ehemaligen Vorsitzenden des Wissenschaftlichen Beirats beim Bundesministerium der Finanzen, mit einer ökonometrischen Arbeit über Wettbewerb und Kooperation zum Dr. rer. pol.
Von 1981 bis 1984 arbeitete er als Wissenschaftlicher Referent am Freiherr-vom-Stein-Institut des Landkreistages Nordrhein-Westfalen in Münster zum Kommunalen Finanzausgleich. Von 1984 bis 1985 war er Referent für Wirtschaftspolitik und Öffentliche Finanzen bei der Westdeutschen Landesbank in Düsseldorf. Er hat seit 1997 einen Lehrauftrag für Finanzwissenschaft, Wirtschaftspolitik und Verwaltungsmodernisierung an der Wirtschaftswissenschaftlichen Fakultät der Westfälischen Wilhelms-Universität Münster und wurde dort 2004 zum Honorarprofessor ernannt.
Er ist Autor einer Vielzahl von Aufsätzen und Büchern zu den Schwerpunktthemen Öffentliche Finanzen, Föderalismusreform, Finanzausgleich, Steuerpolitik, Verwaltungsmodernisierung und Arbeitsmarktpolitik. Deubel ist verheiratet und hat drei Kinder.

## Politik

### Aufstieg
Deubel trat 1969 in die SPD ein und war Mitglied des Landesvorstands und des Präsidiums im Landesverband Rheinland-Pfalz der SPD. Er wurde 1985 Stadtkämmerer und 1991 Oberstadtdirektor von Solingen. In dieser Zeit war er Mitglied im Landesvorstand und Vorsitzender des Finanzausschusses des Städtetages Nordrhein-Westfalen. Außerdem war er Mitglied im Vorstand des Rheinischen Sparkassen- und Giroverbands in Düsseldorf. Von 1997 bis 2006 war Ingolf Deubel Staatssekretär im Finanzministerium des Landes Rheinland-Pfalz. Am 18. Mai 2006 wurde er als Nachfolger von Gernot Mittler zum rheinland-pfälzischen Finanzminister ernannt. Deubel war stellvertretender Vorsitzender des Finanzausschusses des Bundesrats und Vertreter des Landes Rheinland-Pfalz im Vermittlungsausschuss von Bundestag und Bundesrat sowie in der Föderalismuskommission II. Er war Sprecher der Finanzminister der A-Länder.

### Nürburgring-Affäre
Am 7. Juli 2009 trat Deubel aufgrund des Scheiterns einer privaten Finanzierung beim Projekt Nürburgring 2009 – dem Ausbau der Rennstrecke zu einem Freizeit- und Businesszentrum – als Finanzminister zurück. In diesem Zusammenhang eröffnete die Staatsanwaltschaft Koblenz am 30. Juni 2010 ein Ermittlungsverfahren gegen ihn wegen Betrugs- und Untreueverdachts. Am 13. August 2012 ließ das Landgericht Koblenz die Anklage der Staatsanwaltschaft zur Hauptverhandlung zu. Der Prozess gegen Deubel begann am 16. Oktober 2012. Am 16. April 2014 wurde er von der Ersten Wirtschaftsstrafkammer des Landgerichts Koblenz zu einer Haftstrafe von drei Jahren und sechs Monaten verurteilt. Das Gericht befand ihn in 14 Fällen der schweren Untreue und der uneidlichen Falschaussage im Untersuchungsausschuss des Landtags von Rheinland-Pfalz für schuldig.
Gegen das Urteil legte Deubel Revision am Bundesgerichtshof ein. Im Januar 2015 beantragte die Bundesanwaltschaft, auf die Revision des Angeklagten, durch Beschluss das Urteil der 4. großen Strafkammer des Landgerichts Koblenz vom 16. April 2014 aufzuheben, das Verfahren in den beanstandeten Punkten neu aufzurollen und an eine andere Strafkammer des Landgerichts zurückzuverweisen. Am 26. November 2015 hob der Bundesgerichtshof die Verurteilung wegen Untreue teilweise auf. Das Landgericht habe den Eintritt eines Vermögensnachteils der Nürburgring GmbH bzw. des Landes Rheinland-Pfalz nicht rechtsfehlerfrei begründet. Die Verurteilung Deubels wegen uneidlicher Falschaussage im Untersuchungsausschuss des Landtages sei dagegen rechtsfehlerfrei gewesen, sie wurde somit rechtskräftig. Der Vorwurf der Untreue musste durch eine andere Strafkammer des Landgerichts Koblenz teilweise neu verhandelt werden. Am 31. Januar 2020 wurde Deubel vom Landgericht Koblenz zu einer Gesamtfreiheitsstrafe von zwei Jahren und drei Monaten verurteilt, die er im November des gleichen Jahres in der Justizvollzugsanstalt Rohrbach antrat. Von Januar 2021 bis Januar 2022 befand er sich im offenen Vollzug. Nach Verbüßung der hälftigen Strafe wurde die Vollstreckung des Strafrests gemäß § 57 Absatz 2 Nummer 2 des Strafgesetzbuchs zur Bewährung ausgesetzt; die sofortige Beschwerde der Staatsanwaltschaft gegen die Entscheidung der Strafvollstreckungskammer blieb beim Oberlandesgericht letztinstanzlich erfolglos.
Im Februar 2021 stellte das Oberverwaltungsgericht Koblenz im Wege des vorläufigen Rechtsschutzes einstweilen fest, dass Deubels Anspruch auf Beamtenversorgung durch die strafgerichtliche Verurteilung nicht erloschen ist. Denn dies erfordert gemäß § 70 des Landesbeamtenversorgungsgesetzes entweder Freiheitsstrafen mindestens von einem Jahr für Taten vor bzw. von zwei Jahren für Taten nach Ruhestandseintritt. Die unterschiedlichen Voraussetzungen für Taten in den beiden Zeiträumen, also vor und nach Ruhestandseintritt, erfordern eine getrennte Betrachtung und schließen eine Zusammenrechnung der Strafen aus. Deubel hatte die Falschaussage vor dem Untersuchungsausschuss erst nach seinem Eintritt in den Ruhestand getätigt.